# Quelaines-Saint-Gault
Quelaines-Saint-Gault ist eine französische Gemeinde mit 2.141 Einwohnern (Stand: 1. Januar 2022) im Département Mayenne in der Region Pays de la Loire; sie gehört zum Arrondissement Château-Gontier und zum Kanton Cossé-le-Vivien. Die Einwohner werden Quelainais genannt.

## Geographie
Quelaines-Saint-Gault liegt etwa 16 Kilometer südlich von Laval. Umgeben wird Quelaines-Saint-Gault von den Nachbargemeinden Astillé im Nordwesten und Norden, Nuillé-sur-Vicoin im Norden und Nordosten, Origné im Nordosten, Houssay im Osten, La Roche-Neuville im Südosten, Peuton im Süden sowie Cosmes im Südwesten und Westen.

## Bevölkerungsentwicklung
| 1962                       | 1968 | 1975 | 1982 | 1990 | 1999 | 2006 | 2012 | 2019 |
| -------------------------- | ---- | ---- | ---- | ---- | ---- | ---- | ---- | ---- |
| 1470                       | 1381 | 1555 | 1727 | 1691 | 1739 | 1822 | 2069 | 2121 |
| Quellen: Cassini und INSEE |      |      |      |      |      |      |      |      |

## Sehenswürdigkeiten

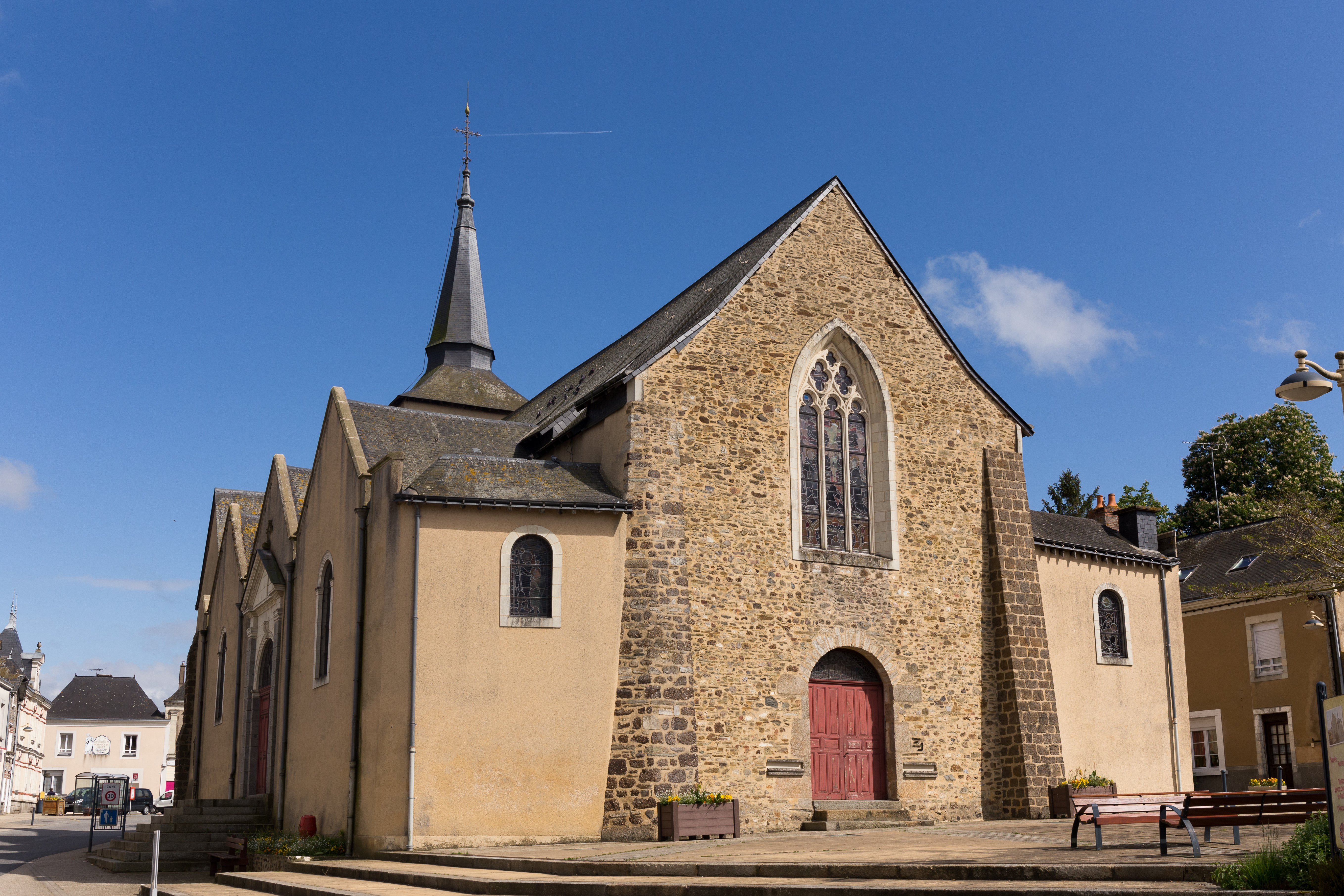
Kirche Saint-Gervais-Saint-Protais
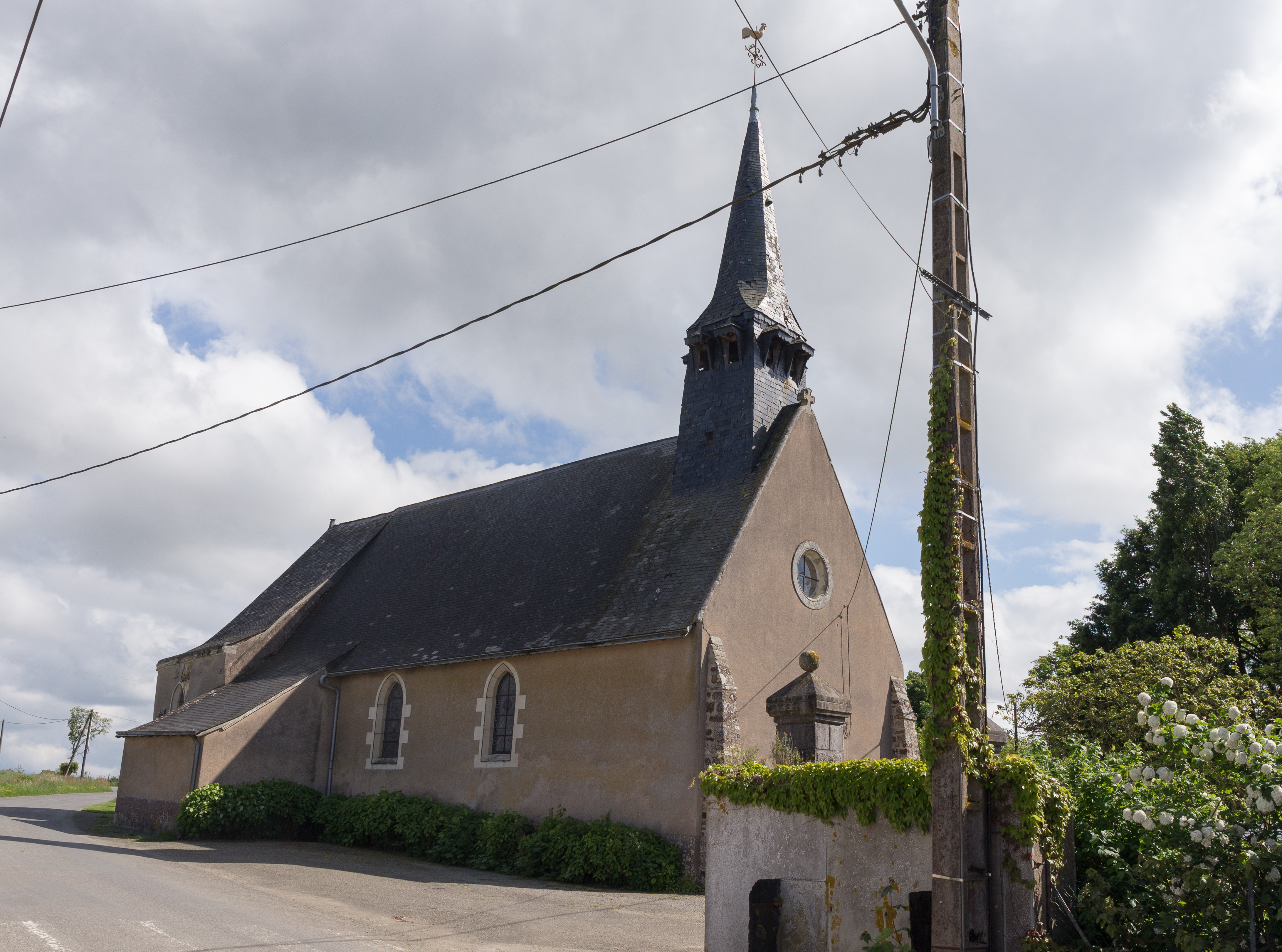
Kirche von Saint-Gault
- Kapelle von Le Pré-Guyon

- Kirche Saint-Gervais-Saint-Protais
- Kirche Saint-Gault